# بلو ماوند (تگزاس)
بلو ماوند، تگزاس(به انگلیسی: Blue Mound, Texas) شهری در ایالت تگزاس از ایالات جنوبی ایالات متحده آمریکا است. در سرشماری سال ۲۰۰۰، جمعیت این شهر ۲۳۸۸ نفر اعلام شد.